# Facundo Buonanotte
Facundo Valentín Buonanotte (* 23. Dezember 2004 in Pérez, Santa Fe) ist ein argentinischer Fußballspieler. Der offensive Mittelfeld- und Flügelspieler steht als Leihspieler von Brighton & Hove Albion bei Leicester City unter Vertrag und ist seit 2023 argentinischer Nationalspieler.

## Leben
Buonanotte wurde am 23. Dezember 2004 in Argentinien geboren. Er ist italienischer Abstammung und besitzt die doppelte Staatsbürgerschaft.

## Karriere

### Rosario Central
Buonanotte ist seit seinem zehnten Lebensjahr ein Produkt der Jugendakademie von Rosario Central. Sein Profidebüt gab er am 11. Februar 2022 als Auswechselspieler für Rosario Central gegen Arsenal de Sarandí. Beim Sieg im Elfmeterschießen der Copa Argentina gegen Sol de Mayo am 13. Mai 2022 schoss er den spielentscheidenden Elfmeter. Am nächsten Tag, dem 14. Mai 2022, unterzeichnete er seinen ersten Profivertrag bei Rosario Central. Sein erstes Tor für die A-Mannschaft erzielte er am 8. Juli 2022 beim 1:0-Sieg in der argentinischen Primera División gegen Sarmiento.

### Brighton & Hove Albion
Am 1. Januar 2023 wechselte Buonanotte in die Akademie des Premier-League-Klubs Brighton & Hove Albion für eine geschätzte Ablösesumme von 5,3 Mio. £. Sein Debüt für die Seagulls gab er am 4. Februar, als er in der 75. Minute für Tariq Lamptey eingewechselt wurde. Buonanotte gab sein Debüt für Brighton im FA Cup am 28. Februar und spielte 69 Minuten beim 1:0-Auswärtssieg gegen Stoke City. Buonanotte machte vier Tage später eine Vorlage und bereitete den Treffer von Danny Welbeck beim 4:0-Heimsieg gegen West Ham vor. Der 18-Jährige erzielte sein erstes Tor für den Verein bei der 1:3-Auswärtsniederlage gegen Nottingham Forest.
Im August 2024 wurde er an Leicester City verliehen.

### Nationalmannschaft
Buonanotte wurde für das Turnier von Toulon 2022 in Frankreich in die argentinische U-20-Fußballnationalmannschaft berufen. Im Januar 2023 wurde er vor der U-20-Fußball-Südamerikameisterschaft 2023 erneut in die U-20-Fußballnationalmannschaft berufen.
Am 3. März 2023 wurde er zum ersten Mal in die argentinische A-Nationalmannschaft für Freundschaftsspiele gegen Panama und Curaçao berufen. Sein Debüt in der A-Nationalmannschaft gab er am 19. Juni beim 2:0-Auswärtssieg gegen Indonesien.